# Melcherita
La melcherita és un mineral de la classe dels òxids. Rep el nom en honor de Geraldo Conrado Melcher (1924-2011), professor i cap del Departament d'Enginyeria de Mines i Petroli de l'Escola Politècnica de la Universitat de São Paulo, al Brasil, pels seus estudis pioners sobre les carbonatites de Jacupiranga.

## Característiques
La melcherita és un òxid de fórmula química Ba₂Na₂Mg[Nb₆O19]·6H₂O. Va ser aprovada com a espècie vàlida per l'Associació Mineralògica Internacional l'any 2015, sent publicada per primera vegada el 2018. Cristal·litza en el sistema trigonal.
L'exemplar que va servir per a determinar l'espècie, el que es coneix com a material tipus, es troba conservat a les col·leccions mineralògiques del museu de geociències de l'Institut de Geociències de la Universitat de São Paulo (Brasil), amb el número d'espècimen: dr982.

## Formació i jaciments
Va ser descoberta a la mina Jacupiranga, situada a Cajati (São Paulo, Brasil), on es troba en forma de cristalls tabulars irregulars de fins a 200 μm, en cavitats a les carbonatites. Aquest indret és l'únic a tot el planeta on ha estat descrita aquesta espècie mineral.